# Lazaretto (песня)
«Lazaretto» — первый сингл со второго одноимённого сольного альбома Джека Уайта. Она была написана Уайтом и спродюсирована им самостоятельно. Сингл был записан 19 апреля 2014 году и выпущен в тот же день под эгидой независимого лейбла Third Man Records на 7-дюймовой грампластинке. Тем самым Джек Уайт выпустил «самую быструю» пластинку в мире, уложившись в 3 часа 55 минут 21 секунду. На стороне «A» содержалась данная композиция, на противоположной «B» кавер-версия песни Элвиса Пресли «Power of My Love». 8 февраля 2015 года композиция «Lazaretto» была удостоена премии «Грэмми» в номинации «Лучшее рок-исполнение».

## Список композиций
| №  | Название           | Автор(ы)                            | Длительность |
| -- | ------------------ | ----------------------------------- | ------------ |
| 1. | «Lazaretto»        | Джек Уайт                           | 3:39         |
| 2. | «Power of My Love» | Берни Баум, Билл Гаинт, Флоренц Кай | 5:04         |

## Чарты
| Чарт (2014)                                | Наивысшая позиция |
| ------------------------------------------ | ----------------- |
| Бельгия/Фландрия (Ultratip Bubbling Under) | 18                |
| Франция (SNEP)                             | 173               |
| США (Billboard Bubbling Under Hot 100)     | 8                 |
| США (Billboard Adult Alternative Songs)    | 20                |
| США (Billboard Alternative Airplay)        | 9                 |
| США (Billboard Mainstream Rock)            | 25                |